# Mark Ritts
Mark Ritts (West Chester, 16 de junho de 1946 – La Cañada Flintridge, 7 de dezembro de 2009) foi um ator norte-americano com grande carreira no teatro, cinema e televisão. 
Seu papel de maior sucesso na TV foi o do rato Lester, o sujeito com roupa de rato, na série de ciência para crianças, O Mundo de Beakman, produzida entre 1992 e 1998. O programa era passado em quase 90 países em torno do mundo e exibido no Brasil pela TV Cultura e posteriormente pela Rede Record. Foi dublado no Brasil por Carlos Silveira.
Morreu aos 63 anos, de câncer de rim em sua casa em La Cañada Flintridge, Califórnia.